# Chronologie des plus hautes structures du monde
 (septembre 2020).
Si vous disposez d'ouvrages ou d'articles de référence ou si vous connaissez des sites web de qualité traitant du thème abordé ici, merci de compléter l'article en donnant les références utiles à sa vérifiabilité et en les liant à la section « Notes et références ».
Cet article retrace la chronologie des plus hautes structures du monde toutes catégories confondues.

## Chronologie des records de hauteur

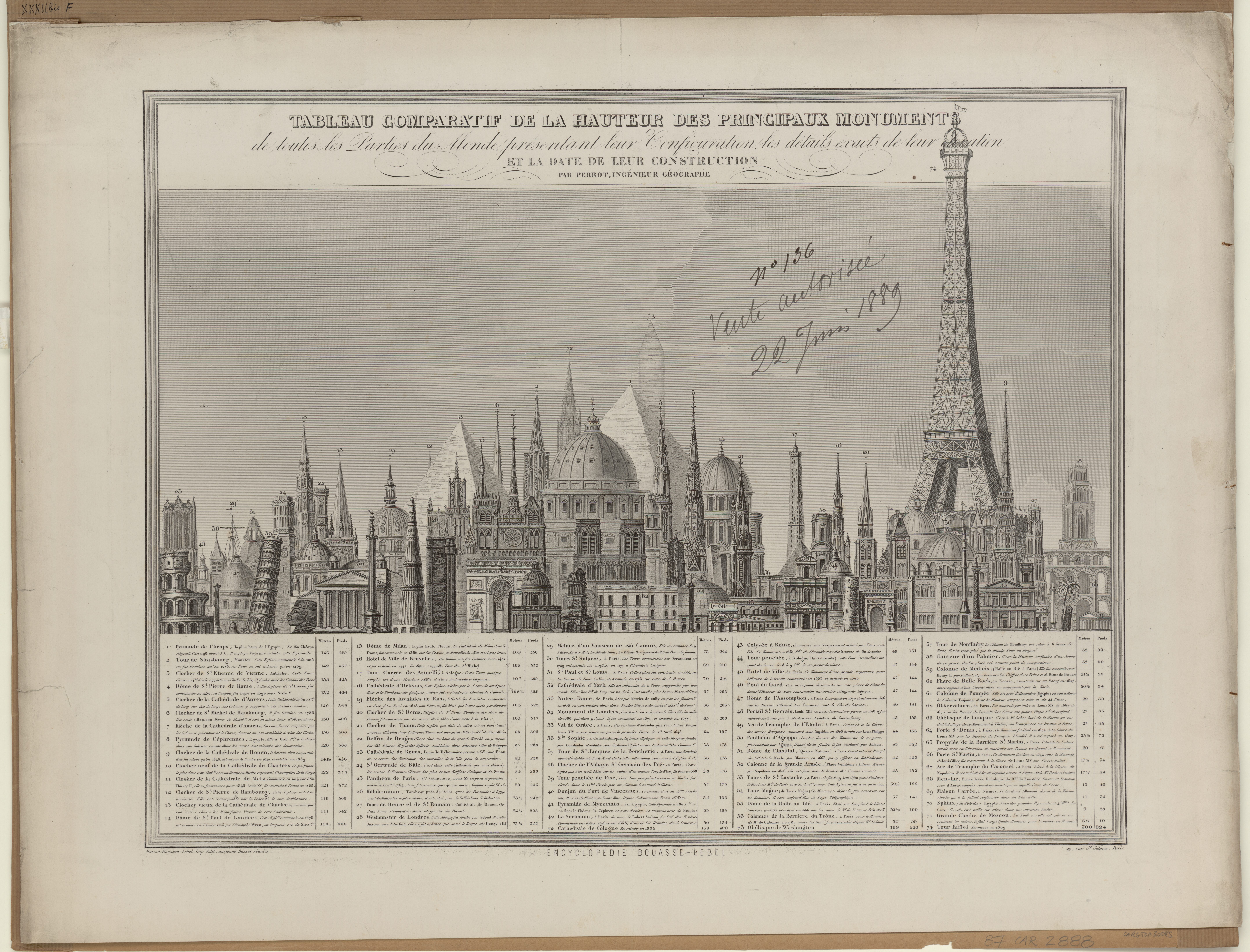
Tableau comparatif de la hauteur des principaux monuments de toutes les parties du monde présentant leur configuration.

| Durée du record | Durée du record | Nom                                 | Hauteur (m) | Pays (à la construction) | Ville          | Remarques                                                                                        |
| De              | À               | Nom                                 | Hauteur (m) | Pays (à la construction) | Ville          | Remarques                                                                                        |
| --------------- | --------------- | ----------------------------------- | ----------- | ------------------------ | -------------- | ------------------------------------------------------------------------------------------------ |
| 11500 av. J.-C. | 8300 av. J.-C.  | Göbekli Tepe                        | 5,5         | Turquie                  | Orencik        |                                                                                                  |
| 8300 av. J.-C.  | 4500 av. J.-C.  | Tour de Jéricho                     | 7,75        | Palestine                | Jéricho        |                                                                                                  |
| 4500 av. J.-C.  | 2650 av. J.-C.  | Grand menhir brisé d'Er Grah        | 18,5        | France                   | Locmariaquer   |                                                                                                  |
| 2650 av. J.-C.  | 2610 av. J.-C.  | Pyramide de Djéser                  | 62          | Égypte                   | Saqqara        |                                                                                                  |
| 2610 av. J.-C.  | 2605 av. J.-C.  | Pyramide de Meïdoum                 | 93,5        | Égypte                   | Le Caire       | Aujourd'hui 70 m de hauteur.                                                                     |
| 2605 av. J.-C.  | 2600 av. J.-C.  | Pyramide rhomboïdale                | 101,1       | Égypte                   | Dahchour       |                                                                                                  |
| 2600 av. J.-C.  | 2560 av. J.-C.  | Pyramide rouge                      | 105         | Égypte                   | Dahchour       |                                                                                                  |
| 2560 av. J.-C.  | 1311            | Pyramide de Gizeh                   | 136         | Égypte                   | Gizeh          |                                                                                                  |
| 1311            | 1548            | Cathédrale de Lincoln               | 160 (?)     | Royaume d'Angleterre     | Lincoln        | Hauteur douteuse. La flèche centrale s'est écroulée en 1549 et n’a pas été reconstruite.         |
| 1548            | 1569            | Église Sainte-Marie de Stralsund    | 151         | Allemagne                | Stralsund      |                                                                                                  |
| 1569            | 1573            | Cathédrale Saint-Pierre de Beauvais | 153         | France                   | Beauvais       | La flèche sur la tour lanterne s'effondre en 1573.                                               |
| 1573            | 1647            | Église Sainte-Marie de Stralsund    | 151         | Allemagne                | Stralsund      | Flèche s'est effondrée en 1647 à cause de la foudre qui avait mis le feu à sa charpente en bois. |
| 1647            | 1874            | Cathédrale de Strasbourg            | 142         | France                   | Strasbourg     |                                                                                                  |
| 1874            | 1876            | Église Saint-Nicolas de Hambourg    | 147         | Allemagne                | Hambourg       |                                                                                                  |
| 1876            | 1880            | Cathédrale de Rouen                 | 151         | France                   | Rouen          |                                                                                                  |
| 1880            | 1884            | Cathédrale de Cologne               | 157,38      | Allemagne                | Cologne        |                                                                                                  |
| 1884            | 1889            | Washington Monument                 | 169         | États-Unis               | Washington D.C |                                                                                                  |
| 1889            | 1930            | Tour Eiffel                         | 312         | France                   | Paris          | Actuellement, 330 m avec l'antenne.                                                              |
| 1930            | 1931            | Chrysler Building                   | 319         | États-Unis               | New York       |                                                                                                  |
| 1931            | 1954            | Empire State Building               | 381         | États-Unis               | New York       | Actuellement, 443,2 m avec l'antenne.                                                            |
| 1954            | 1956            | Mât de KW-TV                        | 480,5       | États-Unis               | Oklahoma City  | Démonté en 2015.                                                                                 |
| 1956            | 1959            | Mât de KOBR-TV                      | 490,7       | États-Unis               | Caprock        |                                                                                                  |
| 1959            | 1960            | Mât de WGME TV                      | 495         | États-Unis               | Raymond        |                                                                                                  |
| 1960            | 1962            | Mât de KFVS TV                      | 511,1       | États-Unis               | Cape Girardeau |                                                                                                  |
| 1962            | 1963            | Mât WTVM/WRBL/WVRK                  | 533         | États-Unis               | Cusseta        |                                                                                                  |
| 1963            | 1963            | Mât de WIMZ-FM                      | 534         | États-Unis               | Knoxville      |                                                                                                  |
| 1963            | 1974            | Mât de KVLY-TV                      | 628,8       | États-Unis               | Blanchard      |                                                                                                  |
| 1974            | 1991            | Tour Radio Varsovie                 | 646,38      | Pologne                  | Konstantynow   | Effondrée en 1991.                                                                               |
| 1991            | 2010            | Mât de KVLY-TV                      | 628,8       | États-Unis               | Blanchard      |                                                                                                  |
| 2010            |                 | Burj Khalifa                        | 828         | Émirats arabes unis      | Dubaï          |                                                                                                  |

## Plus hautes structures du monde chronologiquement

### Néolithique
- v. XIe millénaire av. J.-C./Xe millénaire av. J.-C., Tell Qaramel, Syrie
- v. IXe millénaire av. J.-C., Tour de Jéricho, Jéricho, Cisjordanie, 8.5 m

### Tombeaux
- Environ 2600 av. J.-C., Pyramide à degrés de Djéser, Saqqarah, Égypte, 62 mètres[2]
- Environ 2600 av. J.-C., Pyramide de Meïdoum, Meïdoum, Égypte, 93.5 mètres[3],[4]
- Environ 2550 av. J.-C., Pyramide rouge, Dahchour, Égypte, 104,4 mètres[5]
- Environ 2550 av. J.-C., Pyramide rhomboïdale, Dahchour, Égypte, 105 mètres[6]
- Environ 2550 av. J.-C., Pyramide de Khéops, Gizeh, Égypte, 147 mètres (137 mètres aujourd'hui)[7]

### Édifices religieux
- 1310, Cathédrale de Lincoln, Angleterre, 160 mètres. Cette hauteur est toutefois très contestée par les historiens
- 1549, Église Sainte-Marie de Stralsund, Allemagne, 151 mètres (à la suite de l'effondrement de la flèche de Lincoln)
- 1569, Cathédrale Saint-Pierre de Beauvais, France, 153 mètres
- 1573, Église Sainte-Marie de Stralsund, Allemagne, 151 mètres (à la suite de l'effondrement de la flèche de Beauvais)
- 1647, Cathédrale Notre-Dame de Strasbourg, France, 142 mètres (à la suite de l'effondrement de la flèche de Stralsund)[8]
- 1874, Église Saint-Nicolas de Hambourg, Allemagne, 147 mètres
- 1876, Cathédrale Notre-Dame de Rouen, France, 151 mètres
- 1880, Cathédrale de Cologne, Allemagne, 157 mètres
- 1889 Mole Antonelliana à Turin, 167 mètres.
- 1890, Église protestante d'Ulm, Allemagne, 161 mètres

### Plateformes d'observations
- 1884, Washington Monument, Washington, États-Unis, 169 mètres
- 1889, Tour Eiffel, Paris, France, 300 mètres (à l'époque)

### Gratte-ciel
- 1930, Chrysler Building, New York, États-Unis, 319 mètres
- 1931, Empire State Building, New York, États-Unis, 381 mètres
- 1976, Tour CN,Toronto, Canada, 553,33 mètres

### Tours de transmission
- 1954, Griffin Television Tower Oklahoma, Oklahoma City, États-Unis, 481 mètres
- 1956, KOBR-TV Tower, Roswell (Nouveau-Mexique), États-Unis, 491 mètres
- 1959, WGME TV Tower, Raymond (Maine), États-Unis, 495 mètres
- 1960, KFVS TV Mast, Cap-Girardeau (Missouri), États-Unis, 511 mètres
- 1962, Ray-com Media Tower Cusseta, Columbus (Géorgie), États-Unis, 533 mètres
- 1963, WIMZ-FM-Tower, Knoxville (Tennessee), États-Unis, 534 mètres
- 1963, Mât de KVLY-TV, Fargo (Dakota du Nord), États-Unis, 628 mètres
- 1974, Tour de transmission de Radio Varsovie, Pologne, 646 mètres
- 1991, Mât de KVLY-TV, Fargo (Dakota du Nord), États-Unis, 628 m (à la suite de la destruction de la tour de transmission de Radio Varsovie)

### Retour des gratte-ciel
- 2008, Burj Khalifa, Dubaï, Émirats arabes unis, 828 mètres

## Comparaisons diverses

### Les plus longues durées en étant la plus haute structure du monde
1. la grande pyramide de Gizeh, environ 4 500 ans ;
2. la cathédrale de Lincoln, 239 ans ; si cette hauteur a véritablement été atteinte, ou au moins 147m
3. la cathédrale Notre-Dame de Strasbourg, 227 ans ;
4. l'église Sainte-Marie de Stralsund, 94 ans (20 ans puis 74 ans) ;
5. la tour Eiffel, 41 ans.

### Plus grandes améliorations du record en valeur absolue
1. la tour Burj Khalifa, record précédent amélioré de 201 mètres ;
2. la tour Eiffel, record précédent amélioré de 131 mètres ;
3. la Griffin Television Tower Oklahoma, record précédent amélioré de 100 mètres ;
4. le mât de KVLY-TV, record précédent amélioré de 95 mètres ;
5. l'Empire State Building, record précédent amélioré de 62 mètres ;

### Plus haute structure probable
Le phare d'Alexandrie estimé à environ 135 mètres (-299 à -289 environ) a pu être la plus haute structure du monde, les pyramides de Khéphren (entre 144 et 136 mètres) et de Khéops (147 et 137 mètres) pouvant être plus petites a ce moment là.

## Diaporama

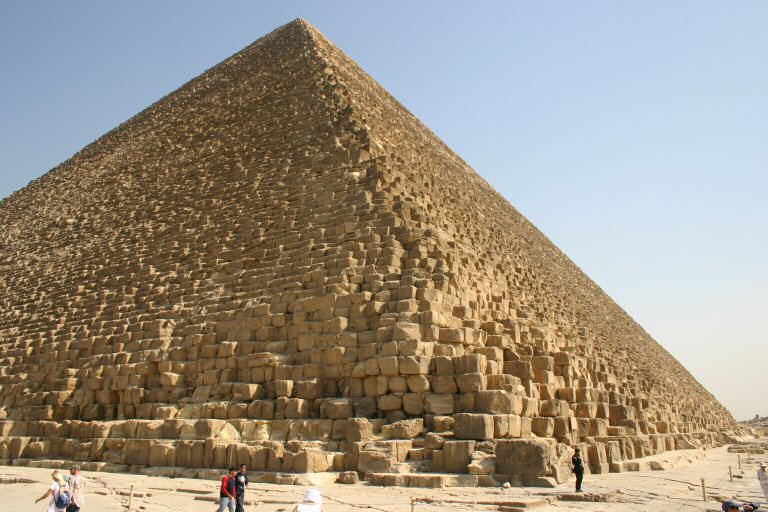
La pyramide de Khéops.
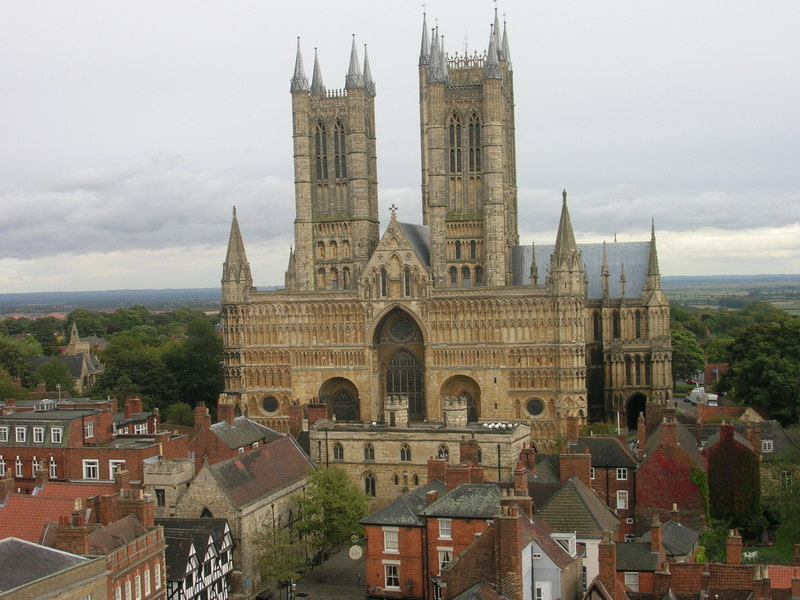
La cathédrale de Lincoln.
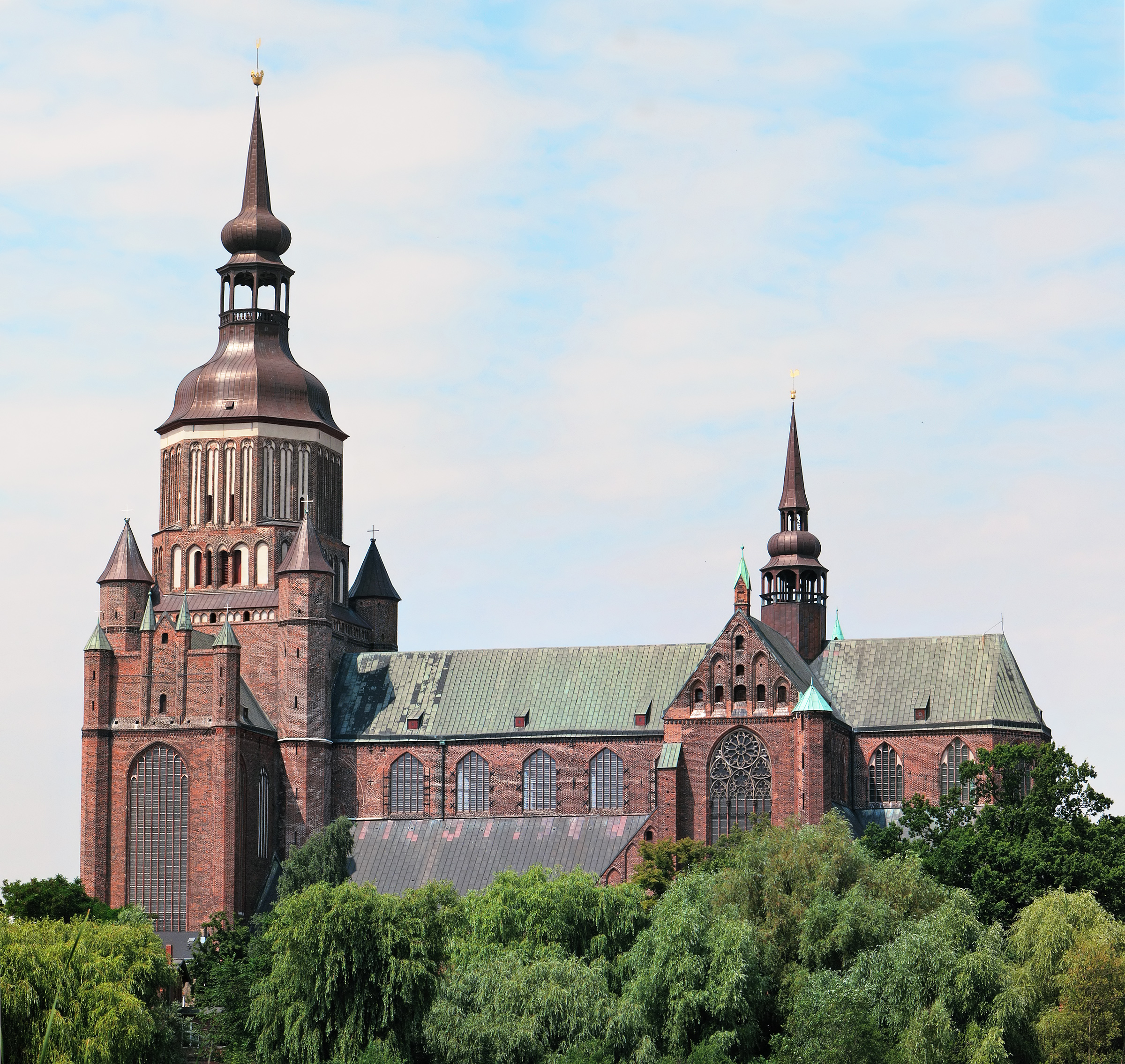
L'église Sainte-Marie de Stralsund.
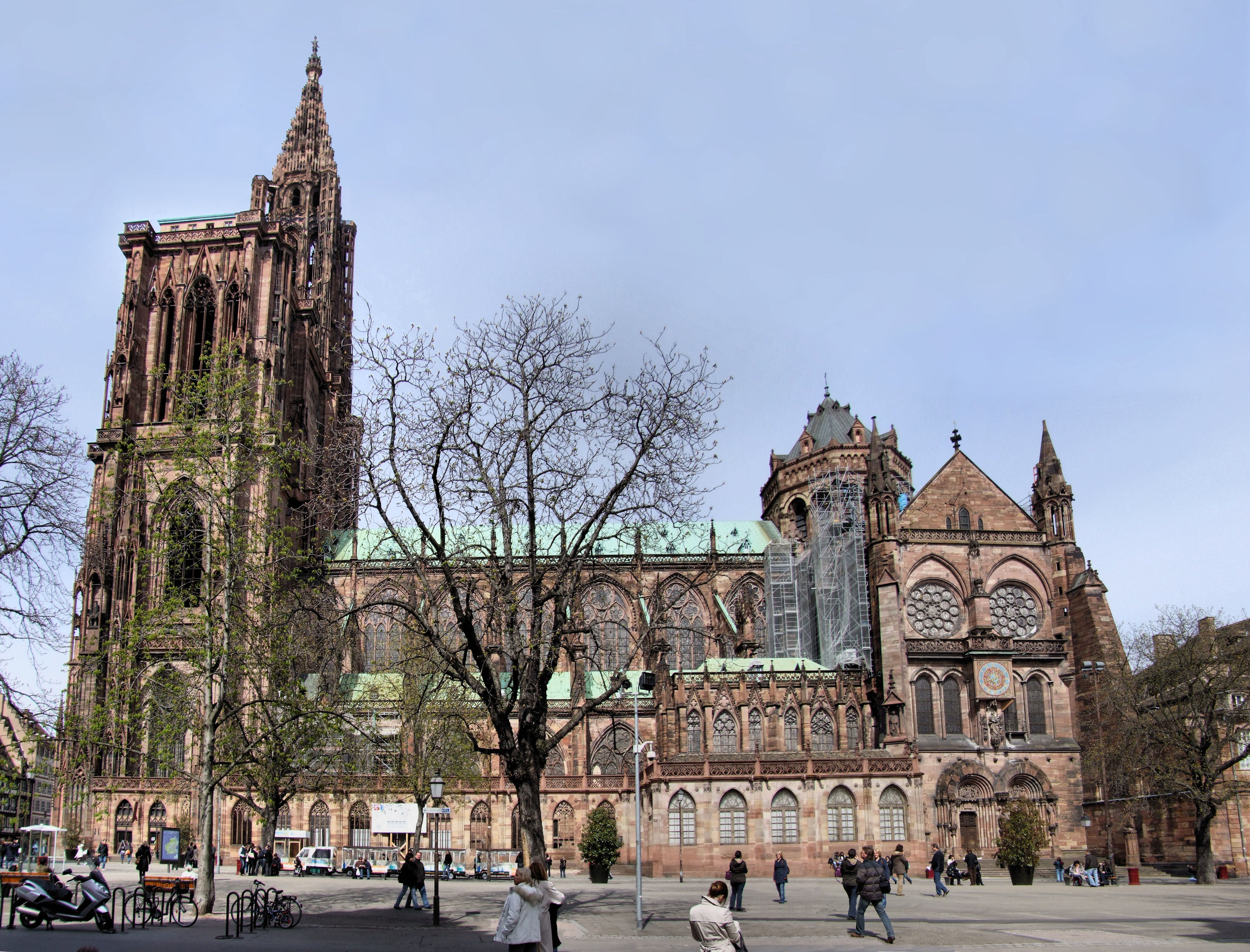
La cathédrale Notre-Dame de Strasbourg.
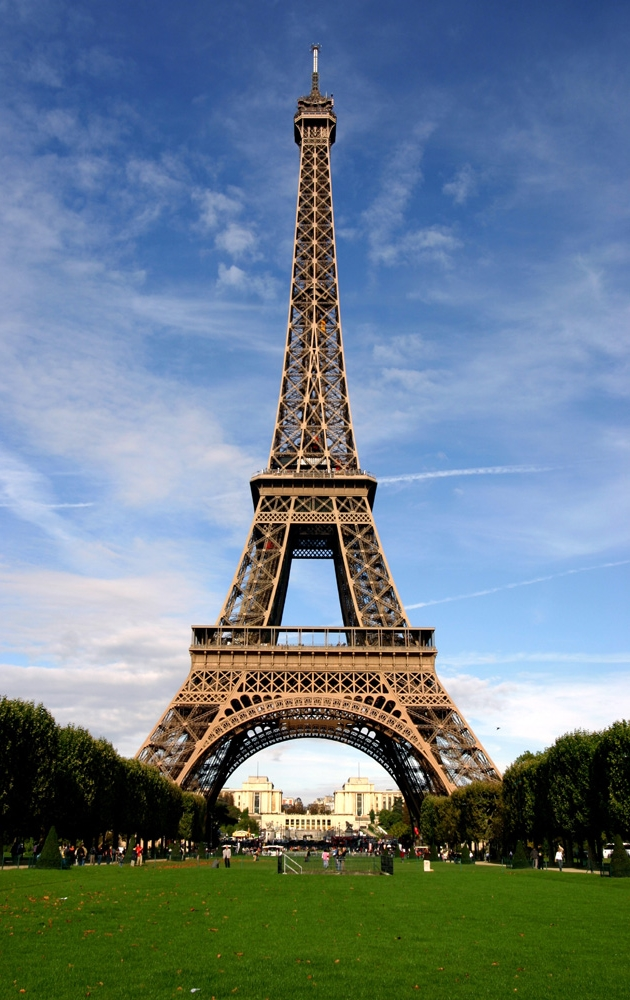
La tour Eiffel.
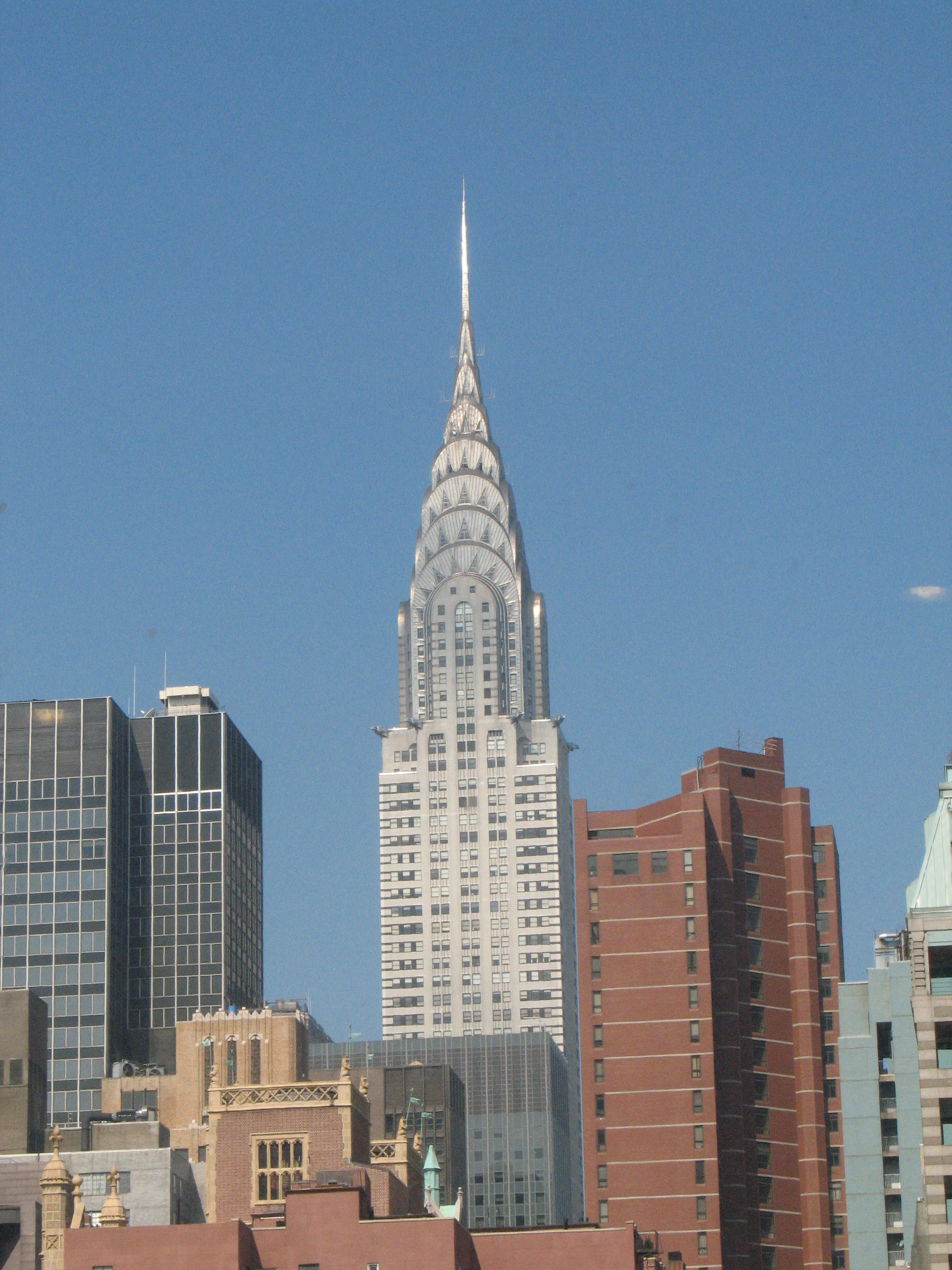
Le Chrysler Building.
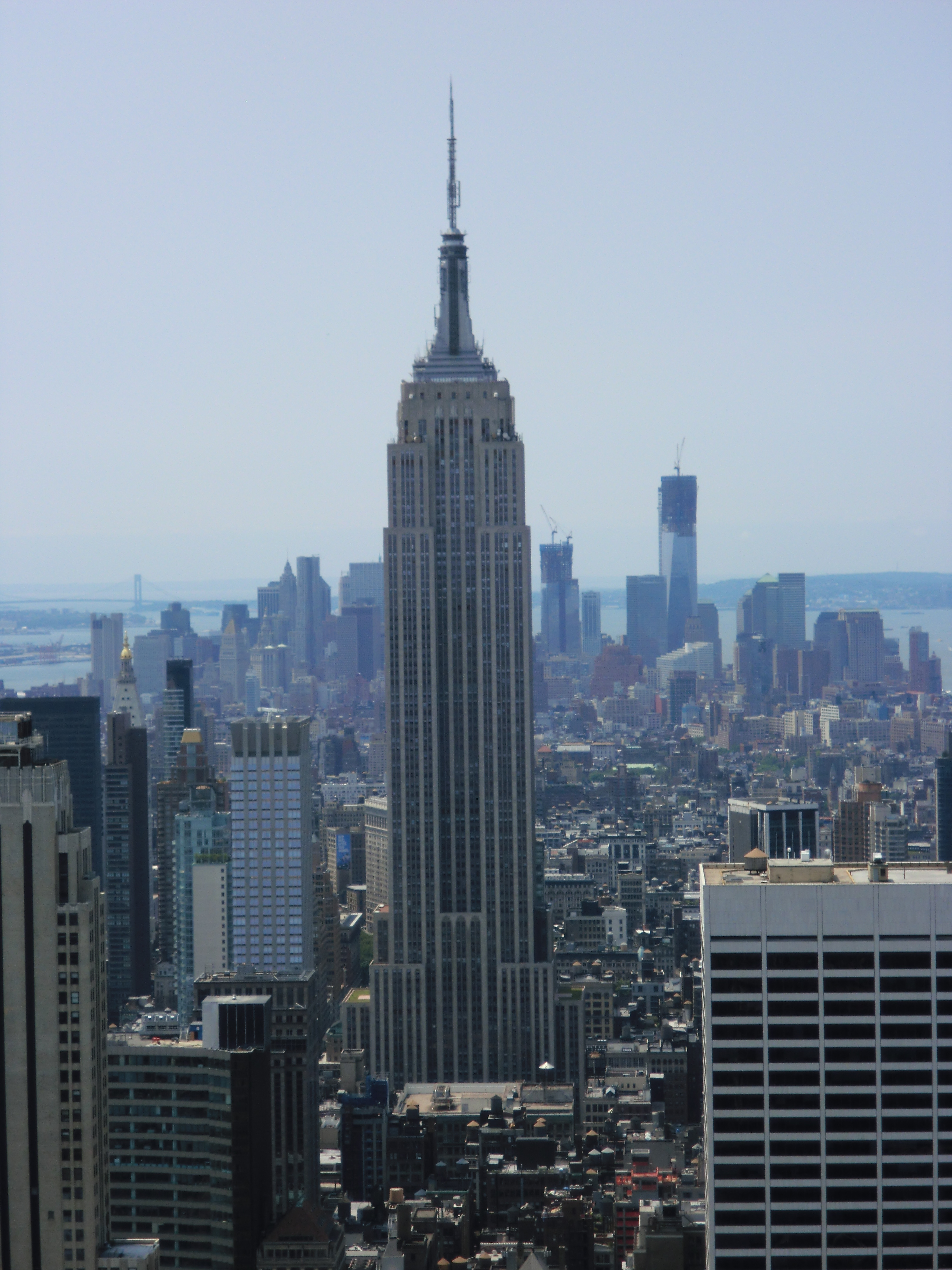
L'Empire State Building.
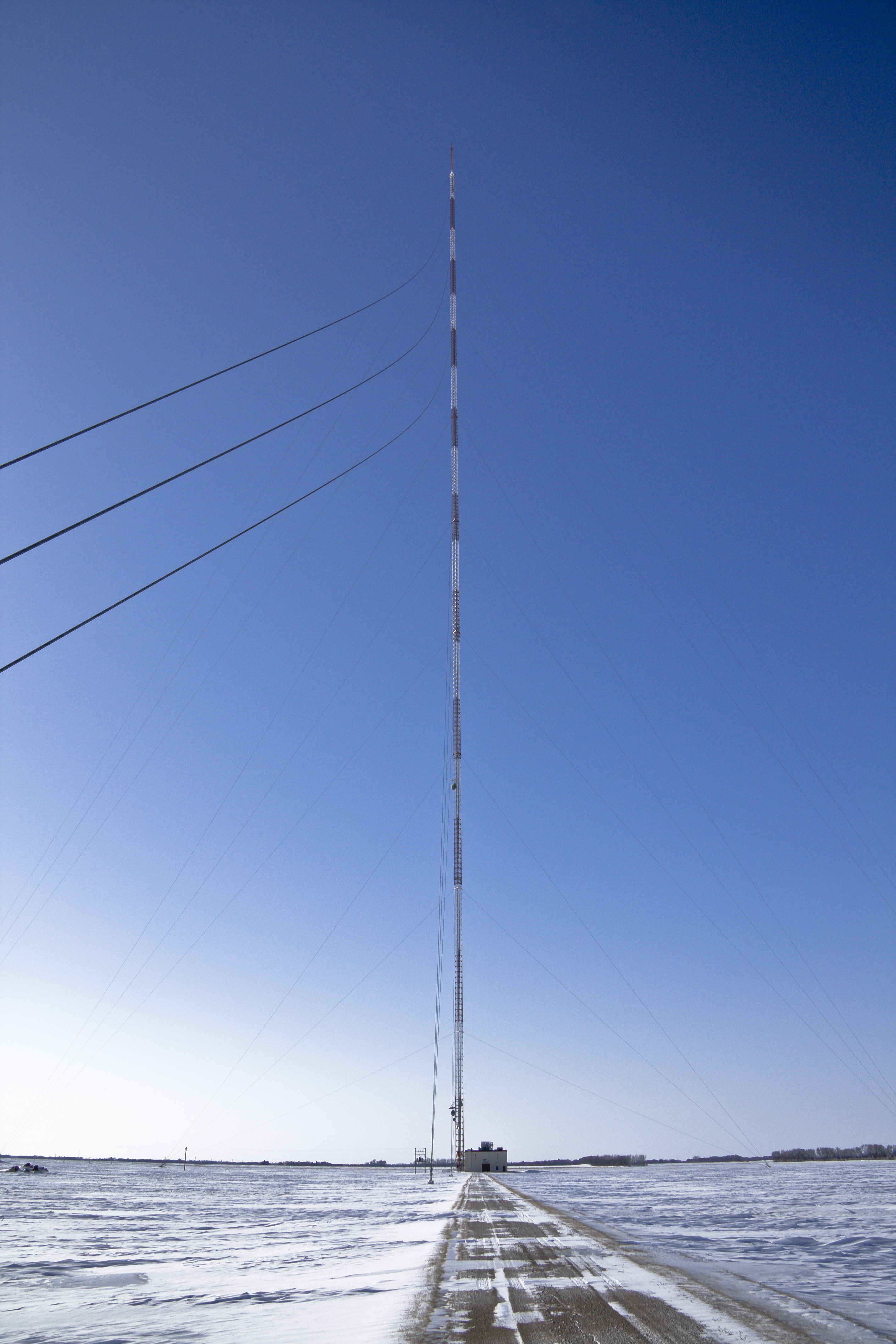
Le mât de KVLY-TV.